# کاغذ کرافت

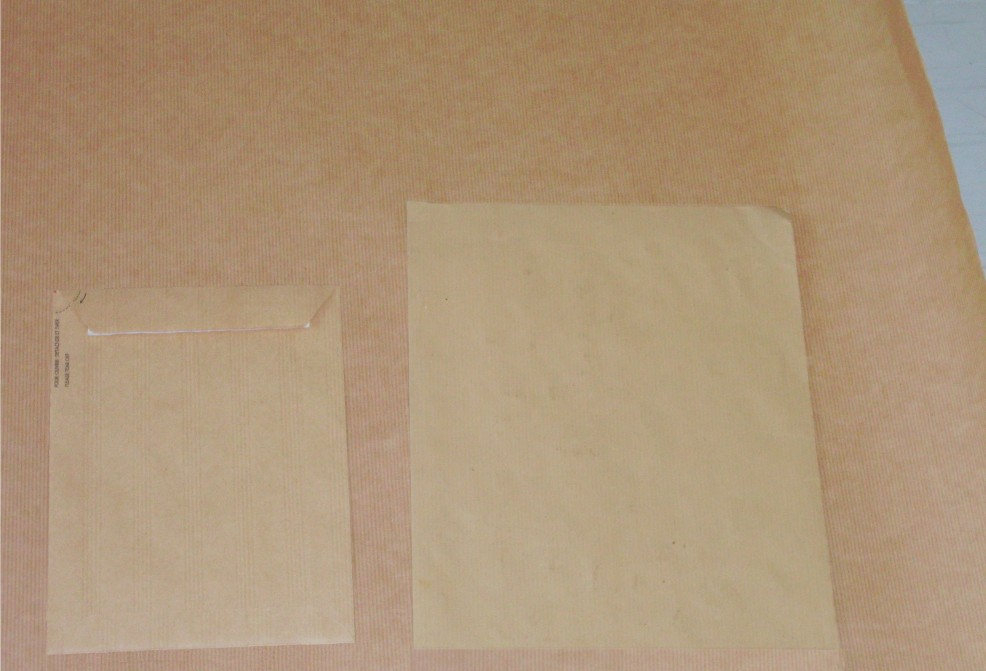
تکه‌ای از کاغذ کرافت

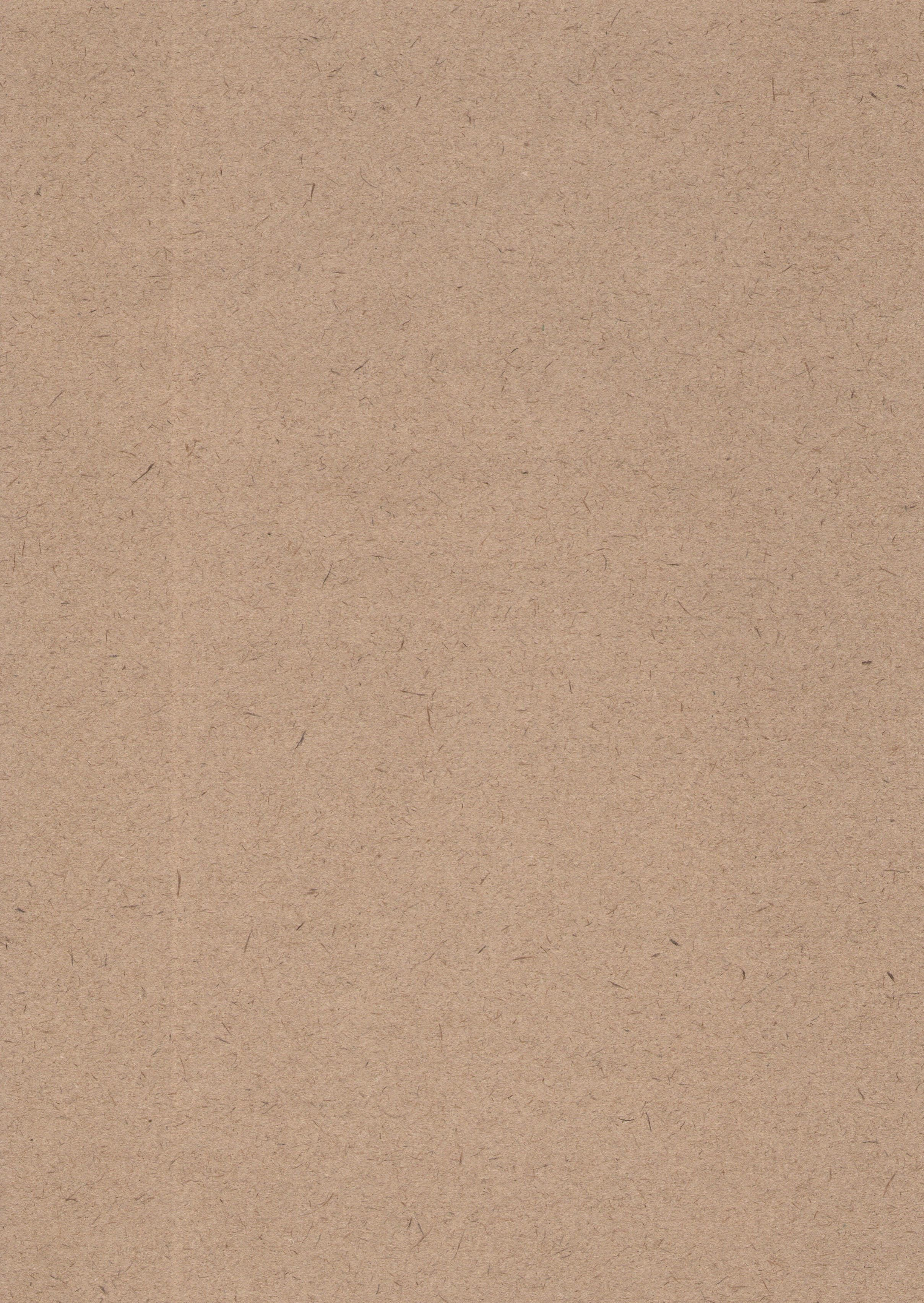

کاغذ کرافت (انگلیسی: Kraft paper) یا کرافت نوعی کاغذ یا مقوا (کارتن) است که از خمیر کاغذ شیمیایی تولید شده است. کاغذ کرافت بسیار مقاوم است و برای بسته‌بندی به‌ویژه میوه مورد استفاده قرار می‌گیرد.
کاغذ کرافت کیسه‌ای یا فقط کیسه کاغذی یک کاغذ کرافت متخلخل با ویژگی کشسانی بالا و مقاومت بالا در مقابل پارگی است که برای بسته‌بندی محصولات طراحی شده و برای قدرت و دوام آن از با تقاضای بالایی برخوردار است.
فرایند ساخت این کاغذ هم به‌همین نام یعنی فرایند کرافت شناخته می‌شود. خمیری که به‌وسیلهٔ فرایند کرافت به‌دست می‌آید مقاومت بیشتری به کاغذ می‌دهد. خمیر کاغذ کرافت تیره‌تر از سایر خمیرهای کاغذ است البته می‌توان آن را سفید کرد تا به یک کاغذ سفید با مقاومت بیشتر و مقاوم در برابر زرد شدن رسید. بیشتر کاغذهای کرافت در بازار به رنگ قهوه‌ای و کاهی هستند.
این کاغذ دارای لیگنین پایینتری نسبت به کاغذهای دیگر است. لینگین کمتر باعث مقاومت مکانیکی بیشتری در کاغذ می‌شود زیرا طبیعت لینگین باعث اختلال در پیوندهای هیدروژنی بین سلولز می‌شود. روشهای مکانیکی در مقایسه با فرایند کرافت بیشتر لینگین را در فیبر باقی می‌گذارند درحالی‌که در فرایند کرافت بیشتر لینگین از آن خارج می‌شود.
برای تولید این کاغذ می‌توان از طیف وسیعتری از انواع درختان نسبت به دیگر کاغذها استفاده کرد مانند انواع کاج، بامبو یا کنف. 
کاغذ کرافت را می‌توان صد در صد بازیافت کرد و با گرماژ بیش از ۴۰ گرم به بازار ارایه می‌شود. کرافت در آلمانی به معنای مقاومت است.

## تاریخچه
این فرایند توسط یک آلمانی بنام کارل اف. دال در سال ۱۸۷۹ در گدانسک، پروس، امپراتوری آلمان ابداع گردید. در ایالات متحده در سال ۱۸۸۴ برای آن ثبت اختراع صادر شد و یک کارخانه خمیر کاغذ با استفاده از این تکنولوژی در سال ۱۸۹۰ (در سوئد) آغاز به کار کرد. به‌طور معمول، در تولید کاغذ، ابتدا چوب را خمیر می‌کنند اما دال دریافت که پردازش خمیر سلولز با مواد شیمیایی خاص (سولفات‌ها) استحکام کاغذ را افزایش می‌دهد.

## کاربردها
این کاغذ مناسب برای بسته‌بندی مواد غذایی، کاغذ بیمارستانی، بسته‌بندی پوشاک، میوه مانند سیب و گوجه فرنگی، الگوی خیاطی، کاغذ برای دستگاه اتوکلاو ساک دستی و لمینیت و …. است.
- حمل و نقل
- بسته‌بندی مواد غذایی و بهداشتی
- کاغذ و مقوای کتاب‌ها
- صنایع بسته‌بندی
- وسایل هنری و تزئینی
- صنایع سنگین
- چسب‌های نواری

## ویژگی‌ها
- مقاومت مکانیکی بالا
- مقاوم در برابر پارگی که برای بسته‌بندی بسیار مناسب است
- قدرت جذب بالا
- مناسب ساخت بسته‌بندی غذا
- تأثیر کم بر محیط زیست و فرایند تولید آسان
- ساختار ضدلغزش
- قیمت ارزان